# Ignacio Rodríguez
Ignacio Rodríguez (12. července 1956 Zacatepec de Hidalgo – 19. května 2025) byl mexický fotbalista, brankář. Po skončení aktivní kariéry působil jako trenér.

## Fotbalová kariéra
V mexické lize hrál za Club Atlético Zacatepec, Atlético Morelia, Atlante FC a Tigres UANL. Za reprezentaci Mexika nastoupil v roce 1980 v 11 utkáních. Byl členem mexické reprezentace na Mistrovství světa ve fotbale 1986, ale v utkání nenastoupil.

## Ligová bilance
| Ročník                    | Zápasy | Góly | Klub                    |
| ------------------------- | ------ | ---- | ----------------------- |
| 1. mexická liga 1976/1977 | -      | -    | Club Atlético Zacatepec |
| 2. mexická liga 1977/1978 | -      | -    | Club Atlético Zacatepec |
| 1. mexická liga 1978/1979 | 38     | 0    | Club Atlético Zacatepec |
| 1. mexická liga 1979/1980 | 37     | 0    | Club Atlético Zacatepec |
| 1. mexická liga 1980/1981 | 32     | 0    | Club Atlético Zacatepec |
| 1. mexická liga 1981/1982 | 18     | 0    | Atlético Morelia        |
| 1. mexická liga 1982/1983 | 14     | 0    | Atlante FC              |
| 1. mexická liga 1983/1984 | 38     | 0    | Atlante FC              |
| 1. mexická liga 1984/1985 | 20     | 0    | Atlante FC              |
| 1. mexická liga 1985/1986 | –      | –    | Atlante FC              |
| 1. mexická liga 1986/1987 | 38     | 0    | Atlante FC              |
| 1. mexická liga 1987/1988 | 37     | 0    | Atlante FC              |
| 1. mexická liga 1988/1989 | 37     | 0    | Atlante FC              |
| 1. mexická liga 1992/1993 | 24     | 0    | Tigres UANL             |
| 1. mexická liga 1993/1994 | 20     | 0    | Tigres UANL             |
| CELKEM 1. mexická liga    | –      | –    |                         |